# Meyrignac-l'Église
 Meyrignac-l'Église  là một xã thuộc tỉnh Corrèze trong vùng Nouvelle-Aquitaine miền trung Pháp.